# Profumo-affaire
De Profumo-affaire was een politiek schandaal dat zich afspeelde in Groot-Brittannië rond 1963. Hoofdrolspeler hierin was John Profumo, destijds de Britse minister van defensie.
Het begon in 1961 tijdens een feest op het landhuis Cliveden van Lord William Astor in Buckinghamshire. Dit was georganiseerd door de osteopaat (alternatief genezer) Dr. Stephen Ward. Hier leerde Profumo de 19-jarige callgirl (en model) Christine Keeler kennen. Een andere versie van het verhaal is dat hij haar had meegenomen vanuit een nachtclub. Hij had, zoals hij later zelf zou aangeven, slechts enkele weken een relatie met haar.

## Schandaal in de pers
Keeler kwam in 1962 in de problemen. Ze had intussen een relatie gekregen met de gangster Johnny Edgecombe. Toen ze het uitmaakte kwam hij bij haar verhaal halen en toen ze hem niet binnen liet schoot hij een aantal keren op haar voordeur. Ze zocht hulp bij een andere gangster, Aloysius Gordon. Toen ze het met hem uitmaakte hield hij haar twee dagen gegijzeld. Dit leidde uiteindelijk weer tot een confrontatie tussen Gordon en Edgecombe. Edgecombe zou mogelijk daarna weer een moord voorbereid hebben op Keeler. Deze gebeurtenissen genereerden veel publiciteit en dit bracht ook de relatie met Profumo in de pers.
Al snel bleek dat Keeler, tijdens haar relatie met Profumo, ook een relatie had gehad met Yevgeni Ivanov, een militair attaché van de  ambassade van de Sovjet-Unie. Dit bracht niet alleen de minister in verlegenheid maar ook het hele kabinet van de Conservatieve premier Harold Macmillan. Het was namelijk een zaak van nationale veiligheid geworden. De angst bestond dat Keeler door de Russen als spion was ingezet.
In mei 1963 liet John Profumo zich in het lagerhuis uit over de zaak. Hij ontkende de relatie en dreigde zelfs met gerechtelijke stappen richting de pers. In juni gaf hij de relatie toch toe. Hij trad af als minister en gaf zijn zetel in het parlement op. Zijn politieke carrière was gebroken en hij zou zich de rest van zijn leven toeleggen op liefdadigheid. Er kwam een onderzoek onder leiding van baron Alfred Denning en ook premier Macmillan trad een paar maanden later af. Hij deed dit officieel vanwege zijn gezondheid en werd opgevolgd door Alec Douglas-Home. Een jaar later zouden de Conservatieven een verkiezingsnederlaag lijden waarna de Labourpremier Harold Wilson aan de macht kwam. Deze nederlaag werd voor een groot deel toegeschreven aan de affaire.
Stephen Ward werd aangeklaagd voor het aanzetten tot prostitutie en pleegde zelfmoord. Keeler werd gehoord tijdens het proces waarin Gordon aangeklaagd werd voor de aanval op Edgecombe. Ze werd beschuldigd van meineed en kreeg negen maanden gevangenisstraf.

## Mandy Rice-Davies
Er was één betrokkene die van de affaire profiteerde. Dit was Mandy Rice-Davies (Mere, (Wiltshire), 21 oktober 1944 – Londen, 18 december 2014), een vriendin van Keeler die ook als model en callgirl werkte. Tijdens het proces tegen Stephen Ward vertelt ze dat ze onder meer met Lord Astor een relatie had gehad. Toen de aanklager erop wees dat Astor dit ontkend had zei ze Well, he would, wouldn't he?. Deze zin zou vanaf dat moment nog vaak door anderen gebruikt worden en werd opgenomen in het Oxford Dictionary of Quotations. Ze werd beroemd door de affaire en startte een zangcarrière. Ze trouwde met een Israëlische zakenman en samen openden ze een aantal nachtclubs en restaurants in Israël onder de merknaam Mandy's. Door haar bekendheid had ze ook een aantal optredens in films en televisieprogramma's, waaronder Absolutely Fabulous.

## Spion of toch niet?
Achteraf is het de vraag of Keeler echt ingezet is als spion. Peter Wright beweerde later in zijn boek Spycatcher dat hij haar namens MI5 had verhoord. Keeler kwam op hem weinig onderlegd over en was volgens hem alleen geïnteresseerd in feesten. Echter kende ze wel een aantal termen die met kernwapens te maken hadden. Dit betekende ofwel dat Profumo over het onderwerp had gesproken ofwel dat Ivanov geprobeerd had om haar als spion in te zetten. Mogelijk zonder dat ze dit zelf door had.

## Verfilming
De affaire werd in 1989 verfilmd in de film Scandal.

## Serie
De affaire wordt vermeld in seizoen 2 aflevering 10 van  The Crown .